# Magasin général (entreprise)
Pour les articles homonymes, voir Magasin général (homonymie).
Magasin général est une chaîne de grandes surfaces tunisienne.

## Histoire
La Maison Bortoli Frères, fondée en 1854 et dont le siège se trouve à Marseille, fonde à Tunis le Magasin général en 1883. Le bâtiment s'étale sur 1 500 m2 et s'ouvre sur l'avenue de France et les rues Amilcar, Hannibal et Régulus. Alimentée par la maison mère à Paris, elle se positionne comme le plus important magasin de détail en Tunisie.
Le 1er juillet 1905, elle prend la dénomination de Magasin général (société anonyme).

### Création et débuts

Ancien logo.

La société anonyme est constituée le 4 octobre 1988, à la suite de la scission de la Société tunisienne de l'industrie laitière (STIL). Son capital est détenu à 44,09 % par l'Office du commerce tunisien, à 30,7 % par la Banque nationale agricole et à 1,5 % par la Société tunisienne de l'électricité et du gaz. Elle développe son réseau, à la suite de sa fusion avec les Magasins Modernes, pour consolider sa position de première chaîne commerciale du pays avec un chiffre d'affaires de 180,395 millions de dinars en 2008 mais seulement 20 % des parts de marché derrière Monoprix et Carrefour-Champion.
Elle est cotée à la Bourse de Tunis dès le 1er novembre 1999. En 2006, son chiffre d'affaires est réparti entre les boissons alcoolisées (30 %), les produits alimentaires (28 %) et l'électroménager (21 %).

### Privatisation
Dans le but de privatiser l'entreprise, un appel d'offres réservé aux entreprises tunisiennes (qui peuvent s'associer à un partenaire étranger à condition que la participation de ce dernier au capital ne dépasse pas 25 %) est lancé début 2007. L'opération doit être réalisée sur une période de six mois. C'est dans ce contexte que s'inscrit la grève entamée le 5 février 2007 par des employés de la région de Tunis.
En juin 2007, c'est finalement le consortium Med Invest Company SA, composé de la société Gian (Générale industrielle alimentaire du Nord) appartenant au groupe Bayahi et de Poulina, qui est sélectionné pour acquérir le capital détenu par le secteur public.
L'entreprise passe de 1 988 employés en 2007 à 1 872 en 2008, pour 44 points de vente.
En novembre 2008, Magasin général rachète les parts des groupes Mabrouk (35 %) et Hamrouni (34 %) dans la société BHM Promogro pour un montant de 75,273 millions de dinars ; le groupe Bayahi détenait déjà 20 % de cette société.
En 2015, le chiffre d'affaires connaît une hausse de 36 % par rapport à 2014 en totalisant 190 millions de dinars. 
Le 2 novembre 2017, le groupe Bayahi acquiert la part du capital social de Poulina.

### Position de leader
Le 13 mars 2012, Auchan acquiert 10 % du capital après 19 ans de discussions. L'accord inclut une assistance technique et la formation des employés de Magasin général. Mais « ce partenariat [avec Auchan] est encore timide », selon Lilia Kamoun, analyste financière à Tunisie Valeurs, même si le groupe français est l'un des rares à avoir investi en Tunisie après la révolution.
En 2012, Magasin général prend la tête du marché et compte alors 66 magasins. La chaîne surclasse la concurrence par sa couverture géographique : 23 gouvernorats sur 24 (ne manque que le gouvernorat de Tataouine), alors que les concurrents en couvrent une quinzaine.
À partir de juin 2013, la chaîne est connue sous les initiales MG et regroupe trois types de magasins : MG Maxi (ancien Promogro), MG City et MG Proxi. En 2014, le chiffre d'affaires de Magasin général est en hausse de 37 % par rapport à 2013. L'entreprise emploie 4 000 personnes pour 82 points de vente en 2015. Elle compte ouvrir un hypermarché en 2016, alors que Carrefour en compte déjà un depuis 2001 et Monoprix depuis 2005. L'investissement représente entre 80 et 200 millions de dinars et pourrait créer 1 500 à 4 000 emplois permanents.
Fin 2017, la chaîne compte 91 magasins à travers le pays.

## Présidents-directeurs généraux
- ?-10 août 1999 : Hamda Grira[17]
- 10 août 1999-2002 : Mohsen Laroui[17],[18]
- 2004-2007 : Salah Batbout[19]
- depuis le 18 octobre 2007 : Tahar Bayahi

## Innovation
En 2019, Magasin général utilise des outils d'analyse de données pour mieux comprendre les habitudes de consommation de ses clients et leur proposer des offres et des promotions personnalisées.